# 프레디의 피자가게 2
《프레디의 피자가게 2》(Five Nights at Freddy's 2, 간단히 FNaF2)는 스콧 코슨이 개발한 인디 포인트 앤 클릭 서바이벌 호러 비디오 게임이다. 프레디의 피자가게 시리즈의 두 번째 판이며 첫 번째 게임의 사건 이전을 배경으로 한다. 2014년 11월 10일 스팀을 통해 출시되었다.

## 게임 플레이
전작과 비슷하게 CCTV를 통해 애니매트로닉들의 움직임을 파악하는 것은 동일하지만, 전작의 가장 큰 요소 중 하나였던 양쪽의 문과 전력이 사라졌다.

## 스토리
새로운 깔끔한 신형 애니매트로닉스, 일명 '토이 애니매트로닉스'들을 사용한 프레디 파즈베어의 피자가 새롭게 개장한다. 하지만 이전에 쓰인 구형 애니매트로닉스들은 창고에 방치되었다. 프레디 파즈베어의 피자에서는 새롭게 야간 경비일을 맡아줄 사람을 모집하게 되고, 본작의 주인공, 제레미 피츠제럴드(Jeremy Fitzgerald)가 고용된다. 제레미는 전작의 마이크 슈미트(Mike Schmidt)처럼 아침 6시까지 애니매트로닉스들의 위협을 피하며 경비원 일을 시작하고, 6일밤까지 살아남는데 성공한다. 6일차에서 제레미의 주급 수표 옆에 있던 신문 기사 속에서 프레디 파즈베어의 피자가 문을 닫게 되었으며, 토이 애니매트로닉스들은 모두 위험성으로 폐기 되었고 구형 애니매트로닉스들은 리모델링을 해서 가게의 재개장을 대비해 남겨둔다는 언급을 통해 전작인 1편과의 연결점을 보여주며 마무리 된다.

## 평가
| 평가 |             |
| --- | ----------- |
| 통합 점수 통합사 점수 메타크리틱 (PC) 62/100 [ 2 ] 평론 점수 평론사 점수 PC 게이머 (US) 70/100 [ 3 ] TouchArcade (iOS) [ 4 ] |             |
| 통합 점수 |             |
| 통합사 | 점수        |
| 메타크리틱 | (PC) 62/100 |
| 평론 점수 |             |
| 평론사 | 점수        |
| PC 게이머 (US) | 70/100      |
| TouchArcade | (iOS)       |

## 모드
<five night at freddy2 real in time>
이 모드는 cctv로 보는 모든 애니매트로닉스가 직접 움직이는 모습이 보이는 모드이다.

## 캐릭터
- 토이 프레디 (Toy Freddy)
- 토이 보니 (Toy Bonnie)
- 토이 치카 (Toy Chica)

- 맹글 (Mangle)
- 퍼펫 (The Puppet)
- 구형 골든 프레디 (Withered Golden Freddy)                                                               *퍼플가이 puplr guy
- 벌룬 보이 (Balloon Boy)
- 벌룬 걸 (JJ, 이스터에그)
- 섀도우 프레디 (Shadow Freddy, 이스터에그)
- 섀도우 보니 (RWQFSFASXC, 이스터에그)
- 종이 친구들 (Paper Pals)
- 구형 프레디 (Withered Freddy)
- 구형 보니 (Withered Bonnie)
- 구형 치카 (Withered Chica)
- 구형 폭시 (Withered Foxy)
- 엔도-02 (Endo-02, 이스터에그)